# Дървесни бои
Дървесните бои (Corallus) са род влечуги от семейство Боидни (Boidae).
Таксонът е описан за пръв път от Франсоа Мари Доден през 1803 година.

## Видове
- Corallus annulatus – Пръстенова боа
- Corallus batesii
- Corallus blombergi
- Corallus caninus – Изумрудена дървесна боа
- Corallus cookii – Градинска дървесна боа
- Corallus cropanii
- Corallus grenadensis
- Corallus hortulanus
- Corallus ruschenbergerii